# Salar de Antofalla
El Salar de Antofalla es un gran salar o desierto de sal que se encuentra en el sector de la Puna de Atacama correspondiente a la provincia de Catamarca, departamento Antofagasta de la Sierra (República Argentina). Está ubicado una altitud media de 3900m s. n. m. y se extiende por una cubeta alargada en dirección sursudoeste a nornoreste. Tiene forma muy estrecha y alargada, tan largo como la provincia de Catamarca. Su longitud supera los 150 kilómetros y su superficie es de 500 km². Se encuentra en la Puna de Atacama.25°44′00″S 67°45′00″O / -25.7333333, -67.75 Está dominado en el oeste por el imponente Volcán Antofalla, activo (6409 m) con su cumbre nevada, que forma un macizo con sus vecinos como el Conito de Antofalla (5583 m), el Cerro de la Aguada, el Volcán Lila (5752 m), el Cerro Cajeros (5725 m) y el Cerro Botijuela. 
Con la excepción de la pequeña localidad de Antofalla, comunidad indígena situada al este del macizo, la región está prácticamente deshabitada. A pesar de su aislamiento, los habitantes de Antofalla reciben con los brazos abiertos a los visitantes, y es posible conversar con ellos o disfrutar de un almuerzo en el comedor local, la oportunidad de sumergirse en la vida cotidiana de la comunidad. Esta es una de las regiones más aisladas del país y carece por completo de carretera. Es un espacio muy árido, sin vegetación ni agua. Está al norte de Antofagasta de la Sierra. Es una de las Áreas de Reserva Geológico Mineras definidas en Catamarca, con una superficie de 40.580 hectáreas, con la posibilidad de explotar boratos y salmueras de tipo clorurado sódico, portadoras de litio y potasio.
El salar de Antofalla posee en pleno centro tres pequeñas lagunas interconectadas llamadas Ojos del Campo, con la particularidad de que cada una es de un color distinto: una azul, otra negra y la tercera anaranjada.